# Iglesia de San Bartolomé (Pontevedra)
La Iglesia de San Bartolomé (Igrexa de San Bartolomé en gallego) es una iglesia barroca localizada en la ciudad española de Pontevedra. 

## Ubicación
La iglesia se encuentra en la calle Sarmiento, cerca de la antigua puerta de Santa Clara o Rocheforte de las antiguas murallas de la ciudad. Está al lado del antiguo Colegio de la Compañía de Jesús, hoy perteneciente al Museo de Pontevedra.

## Historia
La iglesia fue construida entre 1695 y 1714, por la Compañía de Jesús, según los planos de la Iglesia del Gesù en Roma. Es la iglesia del Colegio anexo a ella que los jesuitas poseyeron en la ciudad entre 1650 y 1767, el año de su expulsión de España. Este antiguo templo jesuita fue consagrado en 14 de julio de 1714.
La elección del lugar para la construcción de la iglesia se hizo en 1685. Pedro Monteagudo diseñó el proyecto, a partir de los planos de la Iglesia del Gesù de (Roma). La iglesia sobrevivió al Terremoto de Lisboa de 1755. A raíz de este suceso fueron añadidos cuatro robustos contrafuertes en su lado izquierdo en 1796 para protegerla y consolidar los cimientos, realizados por los maestros locales José Gamallo y Francisco Maquieira.
La iglesia fue transformada en iglesia parroquial en 1836, cuando sustituyó a la demolida iglesia de San Bartolomé el Viejo, que ocupaba el lugar donde hoy está el Teatro Principal de Pontevedra.

## Descripción
La Iglesia de San Bartolomé es un gran edificio solemne y uno de los pocos ejemplos existentes de la arquitectura barroca italiana en Galicia, muy diferente del barroco gallego. Con esta iglesia, el llamado barroco internacional fue introducido en Galicia.

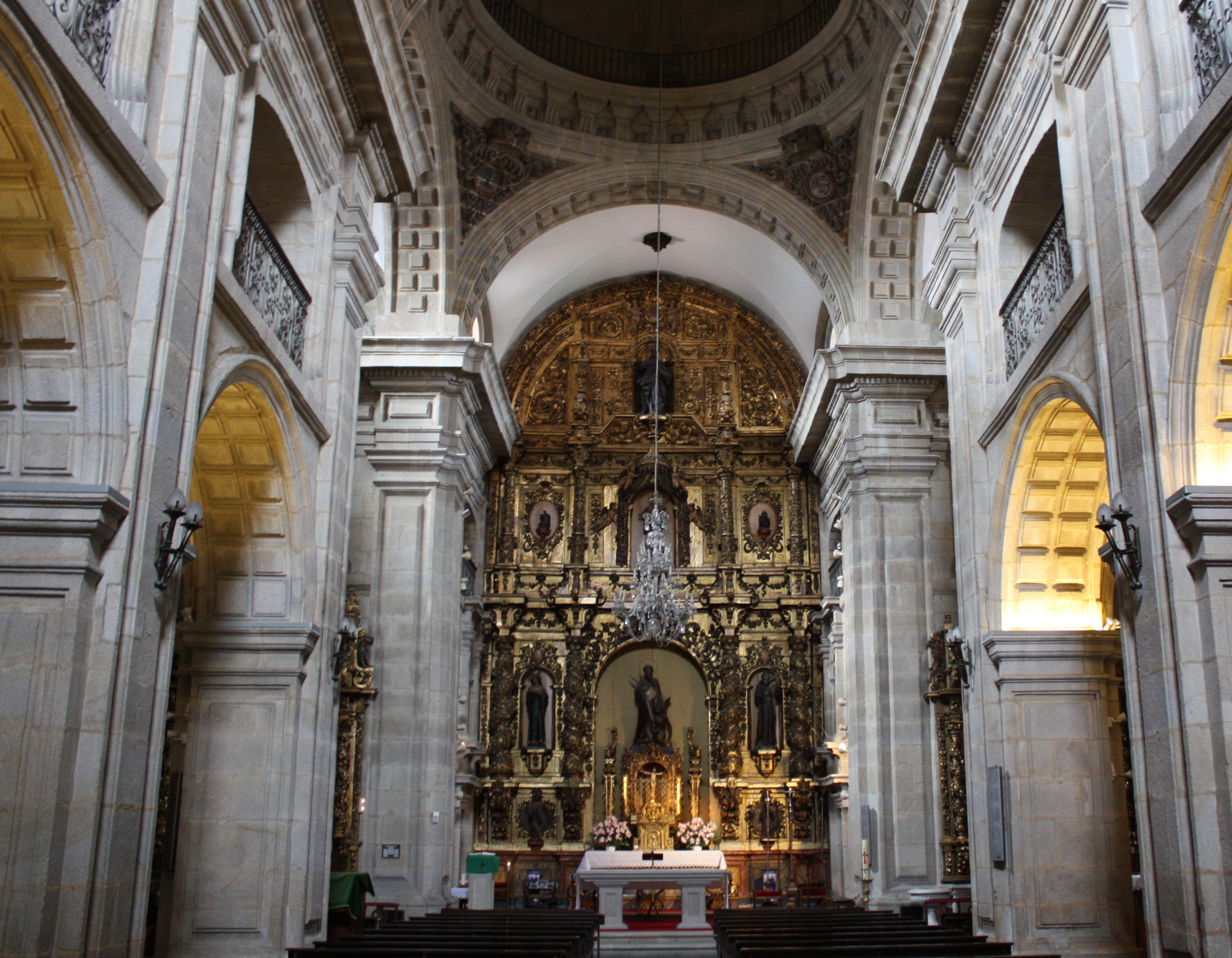
Interior de la iglesia.

Tiene una planta en cruz latina insertada en un rectángulo. La iglesia está compuesta por tres naves con tres tramos y un transepto con una capilla principal entre dos sacristías. Recuerda iglesias italianas como la del Gesù en Ferrara, el Gesù en Lecce o la Iglesia de los Jesuitas en Venecia, entre otras. Las naves laterales están cubiertas con bóvedas de aristas por tramos y la nave principal con bóveda de cañón. La cúpula se levanta sobre pechinas. En el interior, existen importantes esculturas de la escuela de Valladolid, como la Magdalena Penitente y de la escuela barroca de Santiago de Compostela (de Silveira y Gambino).
En su fachada, las 6 grandes columnas dóricas, las torres y el frontón superior son características del barroco jesuita. En ella se encuentra también el escudo de armas de la familia Pimentel y en la parte superior un gran escudo de la Corona de Castilla en piedra.

## Cultura
En la iglesia, hay una escultura inusual de Virgen de la O embarazada, patrona de la ciudad de Pontevedra.